# Torre del Puerco
La torre del Puerco, también llamada 'torre Cabeza del Puerco', es una torre vigía del siglo XVI ubicada en la costa de Chiclana de la Frontera (Cádiz, España). Forma parte del sistema de torres de vigilancia costera, presentes en gran parte de las costas españolas. Es bien de interés cultural desde 1985.

## Historia
La torre pertenece al sistema de torres de vigilancia costera mandado construir por Felipe II en el siglo XVI para defender las costas españolas de los piratas berberiscos. La campaña de fortificación del atlántico andaluz, desde Gibraltar hasta Ayamonte, fue encomendada al comisionado real Luis Bravo de Laguna.
La torre del Puerco fue construida en el siglo XVI.
Su planta es redonda, como la de todas las torres entre Conil y Chiclana, a excepción de la de Roche. Tiene unos 2.5 metros de diámetro y 7 metros de altura, y está situada a unos 50 metros del mar. Para su edificación se utilizaron materiales romanos, como ladrillos, tégulas y desechos de cocción de alfares. Su función era la vigilancia militar, aunque también sirvió para controlar el paso de los atunes.
En 1811 fue testigo de la batalla de Chiclana entre las tropas anglo-españolas y francesas durante la Guerra de la Independencia. Durante el siglo XIX sirvió como atalaya para almadrabas y jábegas, habiendo existido en sus proximidades una chanca.
Actualmente la torre se encuentra en un manifiesto estado de abandono, aunque está en marcha un proceso de restauración.
En las proximidades de la torre, en la Loma del Puerco, se han encontrado enterramientos prehistóricos.